# Karel Čech (pěvec)
Karel Čech (vlastním jménem Karel Antonín Tausík, 9. května 1844 Prčice – 28. listopadu 1913 Královské Vinohrady) byl český koncertní a operní pěvec, bas. Jakožto pěvec se v Prozatímním a posléze v Národním divadle v Praze podílel na premiérovém uvedení několika oper Bedřicha Smetany. Jeho starším bratrem byl dlouholetý dirigent orchestru Národního divadla Adolf Čech.

## Život

### Mládí
Narodil se jako Karel Antonín Tausík v Prčici ve středních Čechách do hudebně založené rodiny. Stejně jako bratr Adolf, i on získal hudební základy od otce. Odešel do Prahy studovat medicínu na Karlo-Ferdinandově univerzitě, studia ale záhy zanechal a nastoupil jako elév do Švestkova divadla, v dalších letech vystřídal pak další pěvecké scény.  

### Pěvecká dráha

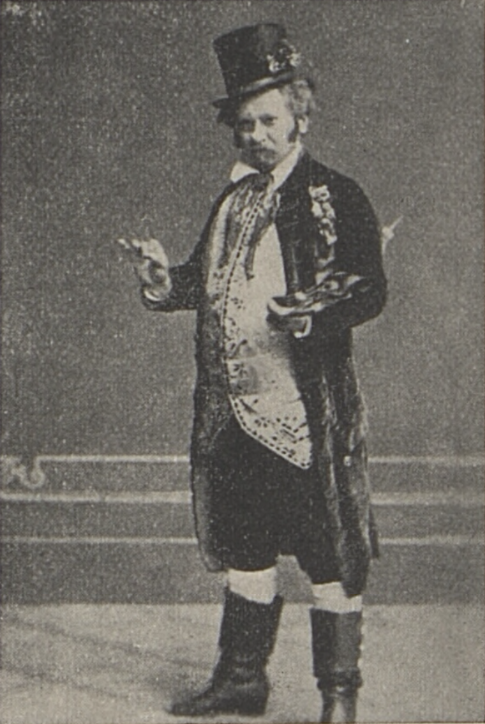
Karel Čech jako Kecal ve Smetanově Prodané nevěstě (Národní divadlo, 1878)

Roku 1868 byl z intervence Bedřicha Smetany angažován do operního souboru v pražském Prozatímním divadle pod vedením ředitele divadla Jana Nepomuka Maýra, kde debutoval rolí inkvizitora Almamena v opeře Karla Bendla Lejla. V Prozatímním divadle pak, od roku 1870 jako první basista, úspěšně působil po celá 70. léta 19. století, dokud roku 1881 neochořel nemocí hlasivek. I přes rozsáhlou rekonvalescenci a operaci hlasivek ve Vídni byl ředitelem Maýrem z divadla propuštěn. Krátce tak působil jako úředník v redakci deníku Národní listy, roku 1882 byl ale do divadla opět přijat. Roku 1890 oficiálně ukončil pěveckou kariéru. 
V dalších letech pak působil jako varhaník a regenschori v bazilice svaté Ludmily na Vinohradech a hudební pedagog na pražských gymnáziích. 

### Úmrtí
Karel Čech zemřel 28. února 1913 na Královských Vinohradech ve věku 79 let. Pohřben byl na Vinohradském hřbitově.

## Dílo

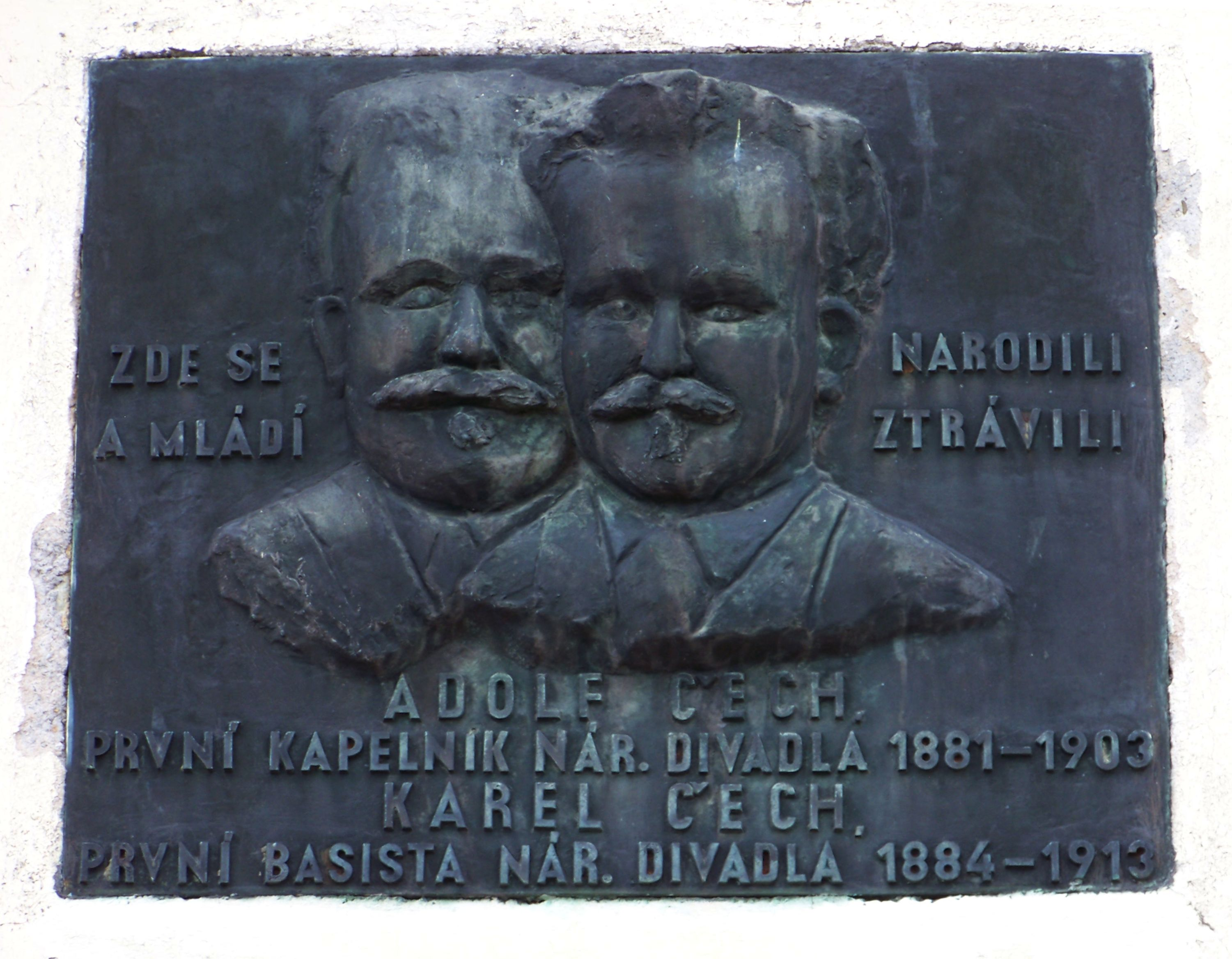
Pamětní deska Adolfa a Karla Čechových na jejich rodném domě v Prčici čp. 115

Za svou kariéru ztvárnil desítky nejrůznějších operních pěveckých úloh. Mj. účinkoval v několika premiérových uvedeních oper Bedřicha Smetany: roku 1874 v Prozatímním divadle jako hajný Mumlal v Dvou vdovách, roku 1878 v Prozatímním divadle v úloze Otce Palouckého v Hubičce a téhož roku v roli Bonifáce v Tajemství a roku 1881 již v Národním divadle jako Chrudoš od Otavy v Libuši. Účinkoval rovněž v premiérových uvedeních oper dalších českých skladatelů, mj. Antonína Dvořáka, Karla Bendla a Karla Kovařovice.